# Diphya limbata
Diphya limbata är en spindelart som beskrevs av Simon 1896. Diphya limbata ingår i släktet Diphya och familjen käkspindlar. Inga underarter finns listade i Catalogue of Life.